# 林
林  est un kanji composé de 8 traits et fondé sur 木. Il fait partie des kyôiku kanji de 1re année.
Il se lit リン (rin) en lecture on et はやし (hayashi) en lecture kun.
Son caractère Unicode est 6797.

## Composition
Il est constitué de deux kanjis 木 (ki) qui veut dire arbre. Le kanji 林 (bosquet), est donc l'association de deux 木 (arbres).

## Utilisation
- 森林 : forêt
- 林檎 : pomme